# Mallinella oblonga
Mallinella oblonga là một loài nhện trong họ Zodariidae.
Loài này thuộc chi Mallinella. Mallinella oblonga được Zhang & Zhu miêu tả năm 2009.